# Saint-Aubin-le-Vertueux
Saint-Aubin-le-Vertueux är en kommun i departementet Eure i regionen Normandie i norra Frankrike. Kommunen ligger i kantonen Bernay-Est som tillhör arrondissementet Bernay. År 2018 hade Saint-Aubin-le-Vertueux 857 invånare.

## Befolkningsutveckling
Antalet invånare i kommunen Saint-Aubin-le-Vertueux
Referens:INSEE